# Соратники Иегу (роман)
«Соратники Иегу» — исторический роман Александра Дюма-отца, впервые опубликованный в 1857 году. Это вторая часть трилогии, в которую также входят романы «Белые и синие» (1867) и «Шевалье де Сент-Эрмин» (1869). По мотивам «Соратников Иегу» Дюма написал одноимённую пьесу.
Дословный перевод названия романа как «Компаньоны Жею» является неверным.
Действие романа происходит на фоне истории заговора роялистов против Республики в период установления во Франции режима диктатуры Наполеона Бонапарта. Вооруженные отряды роялистов, столь беспощадные к республиканцам, французы прозвали Воинством Ииуя — воинством кровавого израильского царя Иегу. Отсюда название романа. Также на русском языке издавался под названием «Тайный заговор».
Экранизации
- 1946 — Боевой гвардеец[англ.] / The Fighting Guardsman, США, режиссёр Генри Левин
- Одноимённый телефильм, 1966, режиссёр — Мишель Драш (Michel Drach), сценарист-постановщик — Жак Арман (Jacques Armand).